# Принц Єгипту
«Принц Єгипту» (англ. The Prince of Egypt) — американський повнометражний анімаційний фільм 1998 року студії DreamWorks, перший традиційний мультфільм, створений цією студією. Сюжет розповідає про єврейського вождя і пророка Мойсея, починаючи з його народження, розповідає про його юнацький період життя як принца Єгипту і закінчується місією його життя — визволенням єврейського народу з єгипетського рабства. Володар премії «Оскар» у номінації «Найкраща пісня до фільму» за пісню «When You Believe» у виконанні Вітні Г'юстон і Мераї Кері.

## Ролі озвучували
- Вел Кілмер — Мойсей
  - Амік Бірам — Мойсей (вокал)
- Рейф Файнз — Рамсес
- Мішель Пфайффер — Ціппора
- Сандра Буллок — Міріам
  - Саллі Дворскі — Міріам (вокал)
- Джефф Голдблюм — Аарон
- Денні Ґловер — Їтро
  - Браян Стоукс Мітчелл  — Їтро (вокал)
- Патрік Стюарт — Фараон
- Гелен Міррен — Туя
  - Лінда Ді Шейн — Туя (вокал)
- Стів Мартін — Хотеп
- Мартін Шорт — Уї
- Офра Хаза — Іохаведа
- Джеймс Ейвері — додаткові голоси

## Український дубляж
- Мойсей — Дмитро Гаврилов
- Рамсес — Олександр Погребняк
- Міріам (у фільмі — Маріам) — Дарина Муращенко
- Маленька Міріам — Галина Дубок
- Ціппора — Світлана Шекера
- Ціппора (вокал) — Маргарита Мелешко
- Аарон — Роман Чорний
- Їтро (у фільмі — Йофор) — Євген Сінчуков
- Фараон — Юрій Гребельник
- Туя — Тетяна Піроженко
- Хотеп — Євген Пашин
- Уї (у фільмі — Гой) — Андрій Альохін
- Іохаведа (у фільмі — Йочев) — Аліна Башкіна

Фільм дубльовано на замовлення телеканалу ТЕТ студією «Le Doyen» у 2016 році.

## Українське багатоголосе закадрове озвучення

### Багатоголосе закадрове озвучення студіїТак Треба Продакшнна замовлення телекомпаніїІнтер
Ролі озвучували: Анатолій Зіновенко, Олег Стальчук, Олена Бліннікова та Тетяна Зіновенко